# ناتسوکو آسو
ناتسوکو آسو (انگلیسی: Natsuko Aso؛ زادهٔ ۶ اوت ۱۹۹۰) خوانندگی، بازیگر اهل ژاپن است.